# 新城総合公園
新城総合公園（しんしろそうごうこうえん）は、愛知県新城市にある愛知県営の都市公園（広域公園）である。

## 概要
広大な自然に囲まれた多彩な公園。ナゴヤドーム約9個分の敷地には各種広場を整備している。
公園は大きく3つのテーマで構成されている。テニスコート、野球場、陸上競技場、弓道場等などの運動施設は学生・社会人などのスポーツマン向けの本格的施設を備える。特に野球場には観客席も設けられており、愛知県営公園内の野球場でこれが存在するのはここと熱田神宮公園野球場の2か所のみである。
それに対しわんぱく広場は子供と付き添いの家族向け施設で、長篠設楽が原の合戦にちなみ麓から頂上の城まで城攻めの気分で、忍者のコース、武将のコース、将軍のコースの3つのコースから好きなコースを選んでアスレチックや滑り台を遊べるようになっている。
最後の一つは、高齢者向けの施設でニュースポーツ広場が整備されている。こちらではニュースポーツのディスクゴルフやグラウンドゴルフを楽しむことができ、休憩広場も用意されている。
そして、樹木や花々を学習観察できる学習の森も整備されるなど非常に多彩な公園である。
毎年秋に開催される全日本ラリー選手権のひとつ・新城ラリーではメイン会場として利用される。

## 施設
- 野球場
- テニスコート
- 陸上競技場
- 弓道場
- わんぱく広場
- 芝生広場

## 交通アクセス
公共交通機関
- JR飯田線・大海駅より徒歩で約20分。

自家用車
- 東名高速道路
  - 豊川インターチェンジから国道151号を北上し約40分。